# Hoplothrips anomocerus
Hoplothrips anomocerus är en insektsart som först beskrevs av Ian A. Hood 1912.  Hoplothrips anomocerus ingår i släktet Hoplothrips och familjen rörtripsar. Inga underarter finns listade i Catalogue of Life.